# Apple Expo

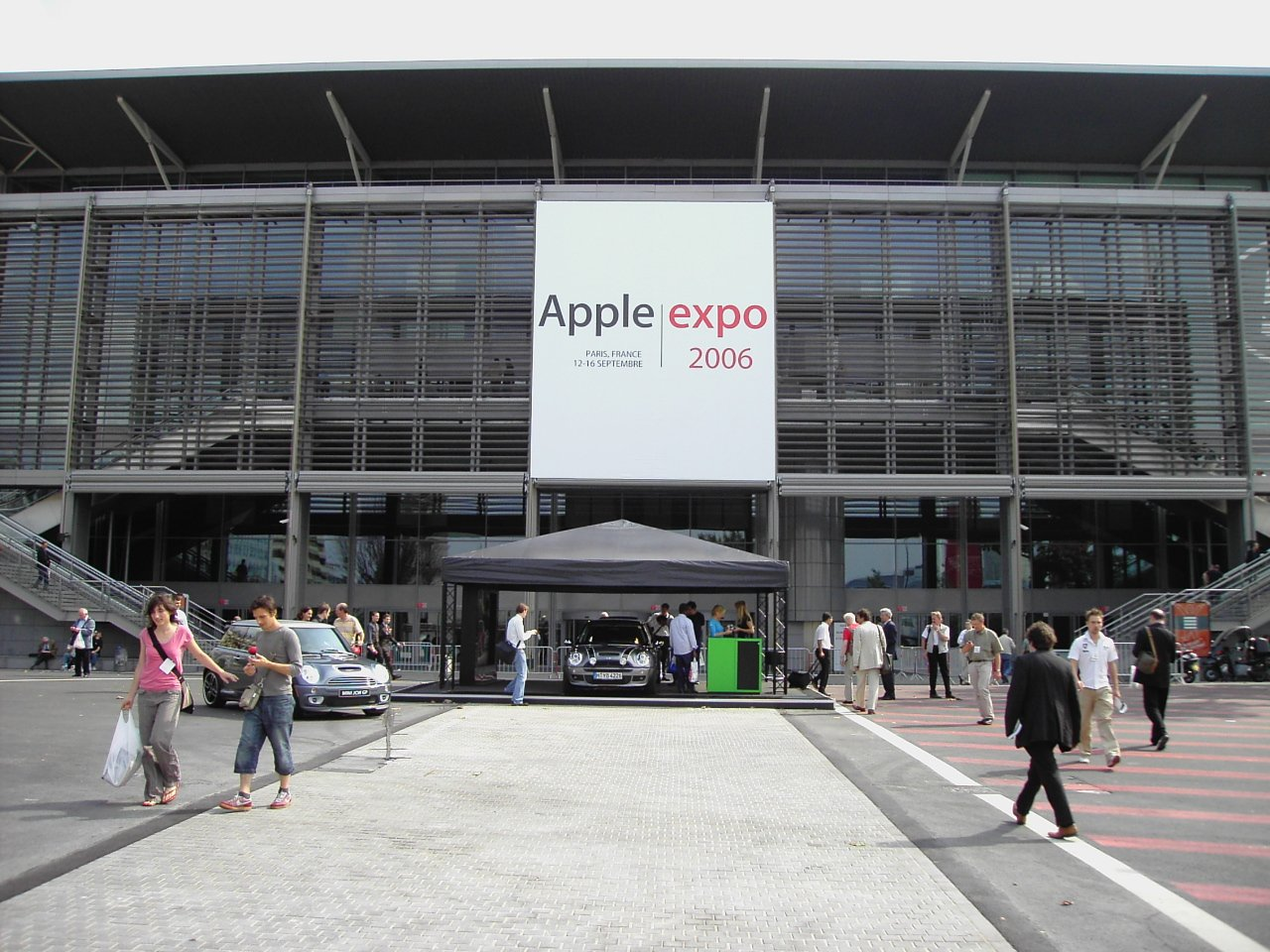
Apple Expo 2006, ingresso 5 del Parc des Expositions de Paris.

L'Apple Expo è stata fiera di vendite ed esposizione tecnologica europea tenutasi dalla Apple Inc. La conferenza era formata da 250 espositori annui, di cui Apple era il principale. Questo convegno è stato sovente visto come la controparte europea del MacWorld Expo, una simile conferenza tenuta annualmente a San Francisco.

## Storia
L'evento Apple Expo è stato originariamente inventato e tenuto in Francia nel 1984 dai dipendenti del distributore francese Apple Seedrin Sarl e dal suo manager Jean-Louis Gassée. Tutti i dipendenti di questo piccolo distributore sono stati ogni volta coinvolti nella partecipazione a questo evento annuale, in cui molti distributori terzi di hardware e software hanno avuto i loro stand. 
Apple Seedrin (che divenne Apple France) continuò per decenni ad organizzare questo evento ogni metà di settembre. A causa delle piccole (100 persone) dimensioni dell'affiliata Apple France, un team (con Adeline Domenjoz) venne creato per organizzare questo evento. Per l'espansione delle dimensioni dell'evento, Reed OIP venne inoltre messo sotto contratto per la gestione della fiera.
Intorno all'inizio del ventunesimo secolo, la Apple divenne proprietaria dell'organizzazione dell'Apple Expo; con questa nuova gestione, gli impiegati francesi lentamente non divennero più parte dello stand dimostrativo. Gli ultimi anni dimostrarono che l'evento si stava trasformando in un'esposizione di iPod, piuttosto che di Mac. Anno dopo anno, Apple decise di smettere di rilasciare nuovi prodotti durante questo evento, rimuovendo parte dei suoi finanziamenti allo stand e limitando la somma di nuovi prodotti disponibili all'evento. L'ultima esposizione fu con solo Reed Expositions e nemmeno con uno stand Apple.
Ci furono altri eventi simili tenuti in Europa, come il MacExpo a Londra, ma con nessun legame con l'Apple Expo.
Qui sotto una linea del tempo di tutti i prodotti più significativi annunciati all'Apple Expo: 

### Linea del tempo
| Anno | Luogo           | Descrizione |
| ---- | --------------- | --- |
| 2008 | Parigi, Francia | Apple Expo cancellato. Apple disse che non avrebbe partecipato all'expo di Parigi, dicendo che parteciperà a meno fiere.                                                            |
| 2007 | Parigi, Francia | Dal 25 al 29 settembre. |
| 2006 | Parigi, Francia | Dal 12 al 16 settembre all'expo di Parigi. |
| 2005 | Parigi, Francia | La tradizionale presentazione fatta da Apple sia al MacWorld Expo che all'Apple Expo non venne fatta. L'unico prodotto annunciato dalla Apple fu un nuovo e migliorato .Mac bundle. |
| 2004 | Parigi, Francia | A causa del tumore al pancreas di Steve Jobs, la presentazione venne fatta al suo posto da Phil Schiller, un dirigente Apple. Schiller annunciò il nuovo iMac G5.                   |
| 2003 | Parigi, Francia | Steve Jobs annunciò vari miglioramenti alla linea di computer PowerBook G4. Così come annunciò la tastiera ed il mouse Apple funzionanti tramite Bluetooth.                         |
| 2002 | Parigi, Francia | La maggior parte della presentazione consistette nell'esposizione del nuovo sistema operativo Mac OS X v10.2. Steve Jobs annunciò inoltre iCal e iSync.                             |
| 2001 | N/A             | L'Apple Expo venne cancellato a causa degli attacchi dell'11 settembre. |
| 2000 | Parigi, Francia | In questa presentazione venne annunciato la versione beta del Mac OS X, così come una serie di nuovi iBook.                                                                         |